# Narycia confluens
Narycia confluens är en fjärilsart som beskrevs av Turner 1938. Narycia confluens ingår i släktet Narycia och familjen säckspinnare. Inga underarter finns listade i Catalogue of Life.